# فاليري زيكوف
فاليري زيكوف (مواليد 24 فبراير 1944) هو لاعب كرة قدم. لعب مع منتخب الاتحاد السوفييتي لكرة القدم. سبق له أن لعب في كأس العالم لكرة القدم مع منتخب بلاده.

## روابط خارجية
- فاليري زيكوف على موقع الاتحاد الدولي (مؤرشف)  (الإنجليزية)
- فاليري زيكوف على موقع قاعدة بيانات كرة القدم.إي يو (الإنجليزية)
- فاليري زيكوف على موقع ناشيونال فوتبول تيمز (الإنجليزية)